# أزمة الخليج العربي 2019–2022
تُعد أزمة الخليج العربي 2019–2022 تصعيدًا لحدة التوترات العسكرية بين جمهورية إيران الإسلامية وحلفائها من جهة والولايات المتحدة وحلفائها في منطقة الخليج العربي من جهة أخرى. بدأت الولايات المتحدة بتعزيز وجودها العسكري في المنطقة لردع حملة مزعومة من الطرف الإيراني المتعاون مع الجهات الفاعلة غير الحكومية لمهاجمة القوات والمصالح الأمريكية في الخليج العربي والعراق. بزغت بوادر الأزمة بعد تصاعد التوترات السياسية بين البلدين خلال إدارة ترامب، التي تضمنت الخروج الأمريكي من الاتفاق النووي مع إيران (جيه سي بّي أو إيه)، وفرض عقوبات جديدة على إيران، وتصنيف الحرس الثوري الإيراني (آي آر جي سي) بمثابة منظمة إرهابية. ردت إيران بالمقابل وصنّفت القيادة المركزية للولايات المتحدة كمنظمة إرهابية.
تضررت سفن تجارية عدة في الخليج العربي في حادثين وقعا في مايو ويونيو 2019، ما دفع الدول الغربية إلى إلقاء اللوم على الإيرانيين الذين نفوا بدورهم تورطهم بالحادثين. أسقطت إيران في يونيو 2019 طائرة استطلاع أمريكية دون طيار من طراز آر كيو-4 إيه كانت تحلق فوق مضيق هرمز، ما زاد حدة التوترات وكاد أن يؤدي إلى اشتعال مواجهة مسلحة. احتجزت بريطانيا في يوليو 2019 ناقلة نفط إيرانية في مضيق جبل طارق بحجة شحنها النفط إلى سوريا، ما شكّل انتهاكًا لعقوبات الاتحاد الأوروبي. استولت إيران لاحقًا على ناقلة نفط بريطانية وطاقمها في الخليج العربي. يُذكر أن إيران والمملكة المتحدة قد أطلقتا سراح السفن لاحقًا. في الفترة ذاتها، أنشأت الولايات المتحدة التحالف الدولي لأمن وحماية حرية الملاحة البحرية (آي إم إس سي)، الذي سعى إلى تعزيز «المراقبة الشاملة والأمن في الممرات المائية الرئيسية في الشرق الأوسط»، وفقًا لتصريحات وزارة الدفاع الأمريكية.
تصاعدت الأزمة في أواخر عام 2019 ومطلع عام 2020 عندما أقدم عناصر من ميليشيا كتائب حزب الله، التابعة لقوات الحشد الشعبي العراقية، على قتل مقاول أمريكي في هجوم على قاعدة عراقية كانت تستضيف عسكريين أمريكيين. ردًا على ذلك، شنت الولايات المتحدة غارات جوية على منشآت كتائب حزب الله في العراق وسوريا، ما أسفر عن مقتل 25 رجلًا من رجال الميليشيات. عادت كتائب حزب الله لترد بهجوم على السفارة الأمريكية في بغداد، ما دفع الولايات المتحدة إلى نشر مئات من عناصرها في الشرق الأوسط وإعلان نيتها توجيه ضربات استباقية ضد «وكلاء» إيران في العراق. بعد أيام، قُتل قائد فيلق القدس التابع للحرس الثوري الإيراني قاسم سليماني وقائد الحشد الشعبي أبو مهدي المهندس في غارة أمريكية بطائرة مسيرة، ليتعهد المرشد الأعلى الإيراني علي خامنئي بعد الاغتيال بالانتقام من القوات الأمريكية. نشرت الولايات المتحدة ما يقارب 4000 جندي ردًا على التوترات، وعززت إسرائيل من إجراءاتها الأمنية. أنهت إيران التزاماتها بالاتفاق النووي في 5 يناير 2020، وأصدر البرلمان العراقي قرارًا بطرد جميع القوات الأجنبية من أراضيها.
كادت الولايات المتحدة وإيران أن تدخلا في صراع مفتوح في 8 يناير 2020 عندما شن الحرس الثوري الإيراني هجمات صاروخية على قاعدتين عسكريتين أمريكيتين/عراقيتين كانتا تأويان جنودًا أمريكيين انتقامًا لمقتل سليماني، ما وُصف بمواجهة مباشرة ندر حدوثها بين إيران والولايات المتحدة منذ عقود، ربما كانت ستدخل البلدين في حرب مباشرة. بناء على التقييمات الأولية بعدم وقوع إصابات في الولايات المتحدة، خففت إدارة ترامب حدة التوترات عبر استبعاد الرد العسكري المباشر مؤقتًا مع الإعلان عن فرض عقوبات جديدة. كُشف لاحقًا عن إصابة أكثر من مئة جندي أمريكي بجروح خلال الهجمات. خلال الأزمة، أُسقطت طائرة رحلة الخطوط الجوية الدولية الأوكرانية 752 بعد مغادرتها مطار الإمام الخميني الدولي في طهران، وقال مسؤولون غربيون إن الطائرة قد أُسقطت باستخدام صاروخ أرض-جو إيراني من طراز إس إيه-15. في 11 يناير 2020، اعترف الجيش الإيراني في بيان له بإسقاط الطائرة بالخطأ بسبب خطأ بشري.

## الخلفية
في 8 مايو 2018، انسحبت الولايات المتحدة من الاتفاق النووي لخطة العمل الشاملة المشتركة (جيه سي بّي أو إيه)، وأعادت فرض العقوبات على إيران. انخفض إنتاج النفط الإيراني انخفاضًا تاريخيًا نتيجة العقوبات. وفقًا لما ذكرته بي بي سي في أبريل 2019، فإن العقوبات الأمريكية على إيران «أدت إلى انكماش حاد في الاقتصاد الإيراني، ودفعت قيمة عملتها إلى مستويات متدنية قياسية، وضاعفت معدل التضخم السنوي أربع مرات، وأبعدت المستثمرين الأجانب، وأثارت احتجاجات في البلاد». اتهم المسؤولون الإيرانيون الولايات المتحدة بشن حرب هجينة على البلاد.
زادت حدّة التوترات بين إيران والولايات المتحدة في مايو 2019، مع نشر الولايات المتحدة المزيد من الأصول العسكرية في منطقة الخليج العربي بعد وصول تقارير استخباراتية عن «حملة» مزعومة من الجانب الإيراني و«وكلائه» لتهديد القوات الأمريكية وعمليات شحن النفط عبر مضيق هرمز. تحدث المسؤولون الأمريكيون عن تقارير استخباراتية تضمنت صورًا لصواريخ على سفن الداو الشراعية وقوارب صغيرة أخرى في الخليج العربي، افتُرض أن القوات شبه العسكرية الإيرانية قد وضعتها هناك. أعربت الولايات المتحدة عن مخاوفها إزاء احتمال إطلاق الصواريخ على قواتها البحرية.

## أطراف النزاع

### إيران وحلفاؤها
بدأت الولايات المتحدة بتعزيز وجودها العسكري في المنطقة لردع ما اعتبرته حملة عدوانية تخطط لها إيران وحلفائها من الجهات الحكومية غير الفاعلة لمهاجمة القوات والمصالح الأمريكية في الخليج والعراق. استهدفت الضربات الجوية الأمريكية قوات الحشد الشعبي وكتائب حزب الله، بحجة دورها الحربي بالوكالة بناءً على أوامر الإيرانيين. شهد يونيو 2019 إسقاط إيران طائرة استطلاع أمريكية بدون طيار من طراز آر كيو-4 إيه، ما صعّد حدة التوترات وكاد أن يفضي إلى مواجهة مسلحة.

### التحالف الدولي لأمن وحماية حرية الملاحة البحرية
يُعدّ التحالف الدولي لأمن وحماية حرية الملاحة البحرية (آي إم إس سي)، المعروف سابقًا باسم عملية الحارس أو برنامج الحارس، نتاج جهود بحرية متعددة الجنسيات أنشأته الولايات المتحدة لضمان أمن الخليج بعد الاستيلاء الإيراني على الناقلات التجارية.
بعد إسقاط إيران لطائرة استطلاع أمريكية مسيرة في 20 يونيو 2019، عززت الولايات المتحدة جهودها لإنشاء تحالف لردع الهجمات الإيرانية في الخليج العربي. أقرت القيادة المركزية الأمريكية في 19 يوليو بما أسمته عملية الحراسة التي هدفت إلى تهدئة التوترات وتعزيز الاستقرار البحري في المياه الدولية «في جميع أنحاء الخليج العربي ومضيق هرمز ومضيق باب المندب (بي إيه إم) وخليج عمان». دعا البرنامج الدول المشاركة إلى توفير الحراسة لسفنها التجارية التي ترفع علمها في المنطقة، إلى جانب تنسيق قدرات المراقبة والرصد. علّق وزير الدفاع الأمريكي مارك إسبر لاحقًا على طبيعة العملية قائلاً: «من وجهة نظري ... نريد منع الإيرانيين من الاستيلاء على سفينة أو إيقافها لأي سبب تعسفي مهما كان». حسب ما ورد، أبدى بعض حلفاء الولايات المتحدة، ولا سيما الحلفاء الأوروبيون، تحفظهم تجاه برنامج الحارس بسبب المخاوف المرتبطة بالتوقيع على مبادرات بحرية بقيادة الولايات المتحدة قد تجرهم إلى مواجهة مع إيران؛ بالتوازي مع ظهور تقارير عن جهود أمنية بحرية بقيادة أوروبية منفصلة عن الجهود الأمريكية. عمدت الولايات المتحدة إلى «إعادة تسمية» عملية الحارس باسم التحالف الدولي لأمن وحماية حرية الملاحة البحرية لجذب المزيد من المشاركين حسب ما أفادت بعض التقارير.
وافقت المملكة المتحدة في أوائل أغسطس 2019 على الانضمام إلى الولايات المتحدة في برنامجها البحري، متخليةً عن فكرة تشكيل قوة حماية بحرية بقيادة أوروبية. أعلنت أستراليا في 21 أغسطس انضمامها إلى التحالف البحري الذي تقوده الولايات المتحدة، مع خطط لنشر طائرة استطلاع بّي-8 بوسيدون في الشرق الأوسط لمدة شهر واحد قبل نهاية عام 2019، وفرقاطة في يناير 2020 لمدة ستة أشهر، وأفراد من قوات الدفاع الأسترالية في مقر آي إم إس سي في البحرين.
في 16 سبتمبر، عقد أعضاء آي إم إس سي مؤتمرًا رئيسيًا للتخطيط على متن آر إف إيه كارديغان بي جنبًا إلى جنب مع ممثلين من 25 دولةً إضافيةً، إذ أعادوا تأكيد التزاماتهم بالعملية وناقشوا جهودهم لتعزيز الأمن البحري عبر الممرات المائية الرئيسية في المنطقة. انضمت المملكة العربية السعودية إلى التحالف في 18 سبتمبر وتبعتها دولة الإمارات العربية المتحدة في 20 سبتمبر.
في نوفمبر 2019، أصبحت ألبانيا الدولة السابعة التي تنضم إلى آي إم إس سي. انضمت ليتوانيا إلى التحالف في مارس 2020.

## الخط الزمني

### مايو 2019
في 5 مايو من عام 2019، في الولايات المتحدة. أعلن مستشار الأمن القومي جون بولتون أن الولايات المتحدة نشرت مجموعة هجوم حاملة الطائرات يوإس إس ابراهام لينكولن وأربع قاذفات بي- 52 إلى الشرق الأوسط «لإرسال رسالة واضحة لا لبس فيها» إلى إيران بعد تقارير الاستخبارات الإسرائيلية عن مؤامرة إيرانية مزعومة لمهاجمة القوات الأمريكية في المنطقة. وقال بولتون، «الولايات المتحدة لا تسعى إلى الحرب مع النظام الإيراني، لكننا على استعداد تام للرد على أي هجوم»، انتشرت الحاملة يو إس إس الأمريكية في بحر العرب خارج الخليجي العربي.
في 7 مايو، زار وزير الخارجية الأمريكي مايك بومبيو بغداد بشكل مفاجئ في منتصف الليل بعد إلغاء اجتماع مع المستشارة الألمانية أنجيلا ميركل. أخبر بومبيو الرئيس العراقي برهم صالح ورئيس الوزراء عادل عبد المهدي، بمسؤولية الأمريكيين في العراق. في 8 مايو، قال مستشار آية الله، علي خامنئي، إن إيران كانت واثقة من أن الولايات المتحدة غير راغبة وغير قادرة على بدء حرب مع إيران. في نفس اليوم، أعلنت إيران أنها ستقلل من التزامها بالصفقة النووية لخطة العمل الشاملة المشتركة التي انسحبت منها الولايات المتحدة. حدد الرئيس الإيراني حسن روحاني مهلة مدتها 60 يومًا للاتحاد الأوروبي والقوى العالمية لإنقاذ الصفقة الحالية قبل أن تستأنف إيران زيادة تخصيب اليورانيوم. أعلنت القيادة المركزية للقوات الجوية الأمريكية ان طائرات إف- 15 سي إيغل غيرت موضعها داخل المنطقة «للدفاع عن القوات الأمريكية ومصالحها في المنطقة». نشرت الولايات المتحدة في 10 مايو سفينة النقل البحري يو إس إس أرلينغتون وبطارية صواريخ باتريوت أرض جو في الشرق الأوسط. قال البنتاغون إن التراكم كان ردًا على «الاستعداد الإيراني المتزايد لإجراء عمليات هجومية».

### هجمات خليج عمان في مايو 2019
في 12 مايو، تضررت أربع سفن تجارية من بينها ناقلات نفط أرامكو السعودية، بالقرب من ميناء الفجيرة في خليج عمان. ادعت دولة الإمارات العربية المتحدة أن الحادث كان «هجومًا تخريبيًا»، في حين ألقت الولايات المتحدة اللوم على إيران أو عناصر «الوكالة» بخصوص الهجوم.
في 13 أيار، صرحت السفارة الأمريكية في بغداد بإن المواطنين الأمريكيين يجب ألا يسافروا إلى العراق وإن أولئك الذين كانوا هناك يجب أن يبقوا بعيدين عن الأنظار. في نفس اليوم، ذكرت صحيفة نيويورك تايمز أن وزير الدفاع الأمريكي باتريك شانهان قدم خطة عسكرية تنطوي على إرسال ما يصل إلى 120 ألف جندي إلى الشرق الأوسط في حال هاجمت إيران القوات الأمريكية أو اتخذت خطوات نحو تطوير أسلحة نووية.
في 14 مايو، قال كل من المسؤولين الإيرانيين والأمريكيين بإنهم لا يسعون للحرب، حتى مع استمرار التهديدات والتهديدات المضادة. قلل آية الله خامنئي من أهمية التصعيد، إذ قال في تعليقات بثها التلفزيون الحكومي: «لن تحدث أية حرب»، بينما قال مايك بومبيو أثناء زيارته لروسيا: «نحن في الأساس لا نسعى إلى حرب مع إيران». في اليوم نفسه، بدأ متمردون حوثيون –زعموا أنهم على علاقة بعناصر إيرانية- عدة هجمات بطائرات دون طيار على خط أنابيب النفط السعودي في عمق الأراضي السعودية. قالت الولايات المتحدة بإنها تعتقد أن إيران كانت وراء هذا الهجوم، بالرغم أنه من غير الواضح ما إذا كان الهجوم يرتبط بتوتر العلاقات مع الولايات المتحدة أو بالتوترات المتعلقة بالحرب الأهلية اليمينة التي بدأت في عام 2015 والتدخل الأمريكي المدعوم من المملكة العربية السعودية. في 15 مايو، أعلنت وزارة الخارجية الأمريكية أن جميع الموظفين عدا موظفي الطوارئ قد أمروا بمغادرة السفارة الأمريكية ي بغداد.
في 19 مايو، حذر الرئيس الأمريكي دونالد ترامب من أنه في حالة وجود صراع، سيكون هذا «النهاية الرسمية لإيران». رد وزير الخارجية الإيراني محمد جواد ظريف أن «تهكمات ترامب عن الإبادة الجماعية» لن «تنهي إيران». في نفس اليوم، انفجر صاروخ داخل قطاع المنطقة الخضراء المحصنة بشدة في بغداد على مسافة أقرب من ميل إلى السفارة الأمريكية. في 24 مايو، نشرت الولايات المتحدة 1500 جندي إضافي في منطقة الخليج العربي كتدبير «وقائي» ضد إيران. شمل هذه أيضًا طائرات استطلاع وطائرات مقاتلة ومهندسين ومنح 600 من القوات انتشارًا ممتدًا مما يعني أن 900 سيكونون من القوات الجديدة. قال نائب الأدميرال البحرية الأمريكية ومدير هيئة الأركان المشتركة مايكل غيلداي إن الولايات المتحدة واثقة بشكل كبير من أن الحرس الثوري الإيراني كان مسؤولًا عن انفجارات 12 مايو التي استهدفت أربع ناقلات وأن وكلاءها في العراق هم من أطلقوا الصواريخ على المنطقة الخضراء في بغداد.
قال ترامب في 20 مايو: «ليس لدينا أي دليل على أن أي شيء قد حدث أو سيحدث» في إيران. مع ذلك، في 25 مايو، استشهد ترامب بثغرة قانونية نادرًا ما تستخدم للموافقة على بيع أسلحة بقيمة 8 مليارات دولار إلى المملكة العربية السعودية، معلنًا أن التوترات المستمرة مع إيران بلغت حالة عالمية من الطوارئ. بيعت الأسلحة أيضًا إلى الإمارات العربية المتحدة والأردن مثلما بحسب ما أظهرته التقارير. في 28 مايو، أكدت الوكالة الدولية للطاقة الذرية أن إيران تلتزم بالشروط الرئيسية لخطة العمل الشاملة المشتركة، بالرغم من طرح أسئلة حول عدد أجهزة الطرد المركزي المتقدمة التي سمح لإيران بامتلاكها، إذ لم يجري تحديد ذلك إلا بشكل فضفاض في اتفاق عام 2015.